# الغزو الإسباني لنيكاراغوا
الغزو الإسباني لنيكاراغوا هو الحملة التي قام بها الغزاة الإسبان (الكونكيستدوريس) ضد السكان الأصليين للمنطقة المدمجة الآن في جمهورية نيكاراغوا الحديثة في أمريكا الوسطى خلال فترة استعمار الأمريكيتين. قبل الاتصال الأوروبي في أوائل القرن السادس عشر، كان يسكن نيكاراغوا عدد من الشعوب الأصلية. في الغرب، بينها مجموعات من وسط أمريكا مثل التشوروتيغا والنيكاراو والسوبتيابا. ومجموعات أخرى مثل الماتاغلبا والتاكاتشو.
دخل جيل غونزإليس دافيلا لأول مرة ما يعرف بنيكاراغوا الآن في عام 1522، بإذن من بيدرارياس دافيلا، حاكم كاستيلا دي أورو (بنما الحديثة) ولكن التشوروتيغا دفعوه للعودة إلى سفنه. وفي عام 1524، بدأت بعثة جديدة بقيادة فرانسيسكو هرنانديز دي كوردوبا بتأسيس مدينتي ليون وغرناطة الإسبانيتين. تحملت الأجزاء الغربية من نيكاراغوا على طول السهل الساحلي المطل على المحيط الهادئ وطأة النشاط الإسباني في المنطقة على مدى العقود الثلاثة التالية. وخلال قرن من الغزو، قُضي على السكان الأصليين تقريبًا بسبب الحرب والمرض والتصدير كعبيد.

## الجغرافيا
تعد نيكاراغوا أكبر دولة في أمريكا الوسطى، وتغطي مساحة 129،494 كيلومتر مربع (998،49 ميل مربع) - أو 120،254 كيلومتر مربع (46،430 ميل مربع)، دون حساب مساحة سطح أكبر بحيرتين فيها. ويحدها من الشمال الهندوراس، ومن الجنوب كوستاريكا، والمحيط الهادئ من الغرب، والبحر الكاريبي من الشرق. تنقسم نيكاراغوا إلى ثلاث مناطق واسعة، هي أراضي المحيط الهادئ المنخفضة في الغرب، والمرتفعات الوسطى، وأراضي الكاريبي المنخفضة في الشرق. تعتبر الأراضي المنخفضة في المحيط الهادئ سهلًا ساحليًا يمتد إلى ما يقرب من 75 كم (47 ميل) نحو الداخل من شاطئ المحيط الهادئ. وتمتد سلسلة من البراكين من خليج فونسيكا جنوب شرق بحيرة نيكاراغوا. والعديد من هذه البراكين نشطة. تقع البراكين على طول الحافة الغربية لوادٍ متصدع يمتد جنوب شرق الخليج حتى نهر سان خوان، والذي يشكل جزءًا من الحدود مع كوستاريكا. تهيمن أكبر بحيرتين في أمريكا الوسطى على الوادي المتصدع: بحيرة مانغاوا وبحيرة نيكاراغوا. تبلغ أبعاد بحيرة مانغاوا 56 × 24 كم (35 × 15 ميل)، وبحيرة نيكاراغوا 160 × 75 كم (99 × 47 ميل). يتدفق نهر تيبيتابا جنوبًا من بحيرة مانغاوا إلى بحيرة نيكاراغوا، والتي تصب في البحر الكاريبي عبر نهر سان خوان. ويصل علو المرتفعات الوسطى إلى ارتفاع نحو 2000 م (6,600 قدم) فوق مستوى سطح البحر، وتتكون بشكل عام من سلاسل جبلية بين الشرق والغرب، وتشمل كوردييرا دارينس، وكوردييرا دي ديبيلتو، وكوردييرا إيزابيلا، وجبال هوابي، وجبال يولاينا. 

### المناخ
في وسط نيكاراغوا، تتراوح درجة الحرارة بين 20 و25 درجة مئوية (68 و77 درجة فهرنهايت)؛ متوسط هطول الأمطار بين 1000 إلى 2000 ملم (39 إلى 79 بوصة) سنويًا. ويمتد الموسم الجاف أربعة أشهر، مع استمرار موسم الأمطار طوال بقية العام. قبل الغزو، كانت المرتفعات الوسطى مغطاة بالغابات الصنوبرية (المخروطيات). ويصنف السهل الساحلي للمحيط الهادئ على أنه غابة استوائية جافة ويتميز بتربة بركانية خصبة. وتتلقى الأراضي المنخفضة في المحيط الأطلسي أمطارًا بنسبة أعلى؛ وتربتها أقل خصوبة، وتصنف المنطقة على أنها غابة استوائية رطبة. 

## نيكاراغوا قبل الغزو
عندما وصل الإسبان لأول مرة إلى نيكاراغوا الحالية، كانت هناك ثلاث مجموعات رئيسية من السكان الأصليين تعيش في الأجزاء الغربية من البلاد؛ وهم التشوروتيغا (المعروفون أيضًا باسم المانغي)، والنيكاراو، والماتاغلبا (المعروفون أيضًا باسم الشونتال، من لغة ناواتل بمعنى «أجنبي»). كان النيكاراو شعبًا من وسط أمريكا يتحدث لغة ناوات، وقد هاجروا جنوبًا من وسط المكسيك بدايةً من القرن الثامن الميلادي. انفصلوا عن شعب البيبيل في أوائل القرن الثالث عشر، واستقروا في جيوب غرب نيكاراغوا على طول ساحل المحيط الهادئ، واستقروا بشكل رئيسي في إدارة ريفاز الحالية. وكان التشوروتيغا أيضًا شعبًا من وسط أمريكا هاجروا من المكسيك. وكان السوبتيابا (المعروفون أيضًا باسم الماريبيو) مجموعة أخرى ذات أصل مكسيكي. أما التاكاتشو فكانت مجموعة صغيرة من أصل ولغة غير معروفين. وكان الماتاغلبا شعبًا لا ينتمي لوسط أمريكا من المنطقة المتوسطة، ينتمون إلى منطقة تشيبشان الثقافية. سيطروا على المرتفعات الوسطى، على مساحة تغطي الإدارات الحالية لبواكو، وشونتالس، وإستيلي، وخينوتيغا، وماتاغلبا، والأجزاء الجنوبية الغربية من نويفا سيغوفيا، والأجزاء المجاورة من هندوراس. كان الماتاغلبا مجتمعًا قبليًا منظمًا في سلالات ومشيخات مختلفة، الذين شاركوا في حرب القبائل المنظمة؛ وفي وقت الاتصال الإسباني كانوا في حالة حرب مع شعب نيكاراو. سكنت الشعوب الشيبشانية شرقي نيكاراغوا مثل شعوب الراما- فوتو والميسومالبا مثل السومو والمسكيتو. وكانت الشعوب الشيبشانية مرتبطة ثقافياً بشعوب أمريكا الجنوبية، وقد طورت مجتمعات أكثر تعقيدًا من مجتمعات المسكيتو، الذين كانوا من أصل كاريبي. 
ويقدر عدد سكان نيكاراغوا وقت الاتصال بنحو 825 ألف نسمة. شهد القرن الأول بعد الاتصال الإسباني انهيارًا ديموغرافيًا للسكان الأصليين، نتج بشكل أساسي عن التعرض لأمراض العالم القديم وتصديرهم كعبيد، بالإضافة إلى الحرب وسوء المعاملة. أبيد 99٪ من السكان الأصليين لغرب نيكاراغوا على مدار 60 عامًا، الأمر الذي دفع بعض العلماء المعاصرين لوصف الغزو الإسباني بالإبادة الجماعية أو الهولوكوست (المحرقة).

### الأسلحة والتكتيكات المحلية
وصف الإسبان الماتاغلبا بأنهم منظمون بشكل جيد، مع خطوط معركة منظمة. دخل النيكاراو حربًا مع الماتاغلبا، غالبًا بهدف جمع العبيد، والسجناء الذين يقدمون كأضاحٍ البشرية. 

## خلفية الغزو
اكتشف كريستوفر كولومبوس العالم الجديد لصالح مملكة قشتالة وليون عام 1492. وأبرم مغامرون من القطاع الخاص بعد ذلك عقودًا مع التاج الإسباني لغزو الأراضي المكتشفة حديثًا مقابل عائدات ضريبية وسلطة الحكم. أسس الإسبان مستعمرة سانتو دومينغو في جزيرة هيسبانيولا الكاريبية في 1490. في العقود الأولى بعد اكتشاف الأراضي الجديدة، استعمر الإسبان منطقة البحر الكاريبي وأنشأوا مركزًا للعمليات في جزيرة كوبا. 
في العقدين الأولين من القرن السادس عشر، أسس الإسبان هيمنتهم على جزر البحر الكاريبي، واستخدموا هذه الجزر كنقطة انطلاق لحملات الغزو في البر الرئيسي للقارة الأمريكية. أطلق الإسبان بعثات الاستكشاف وحملات الغزو من هيسبانيولا وصولًا إلى بورتوريكو عام 1508، وجامايكا عام 1509، وكوبا عام 1511، وفلوريدا عام 1513. 
في الجنوب، تمركز الإسبان في كاستيلا دي أورو (بنما الحديثة)، عندما أسس فاسكو نونييث دي بالبوا مستعمرة سانتا ماريا لا أنتيغوا في عام 1511. في عام 1513، أثناء استكشافه غربًا، اكتشف بالبوا المحيط الهادئ، وفي عام 1519 أسس بيدرارياس دافيلا مدينة بنما على ساحل المحيط الهادئ. وسرعان ما تحول التركيز إلى استكشاف الجنوب على طول ساحل المحيط الهادئ نحو أمريكا الجنوبية.
سمع الإسبان شائعات عن إمبراطورية الآزتك الغنية في البر الرئيسي إلى الغرب من مستوطناتهم في جزر الكاريبي، وفي عام 1519، أبحر إرنان كورتيس لاستكشاف الساحل المكسيكي. بحلول أغسطس عام 1521، سقطت عاصمة الأزتك تينوتشتيتلان أمام الإسبان. وغزا الإسبان جزءًا كبيرًا من المكسيك في غضون ثلاث سنوات، امتد إلى الجنوب حتى برزخ تيهوانتيبيك. وشكلت الأراضي التي غُزيت حديثًا ما يسمى بإسبانيا الجديدة، برئاسة نائب الملك الذي كان يرد على التاج الإسباني عبر مجلس جزر الهند.
أدى اكتشاف إمبراطورية الآزتك وثرواتها العظيمة إلى تغيير تركيز الاستكشاف خارج بنما من الجنوب إلى الشمال الغربي. ثم أطلقت العديد من الحملات شمالًا، قادها غزاة بارزون مثل بيدرارياس دافيلا، وجيل غونزاليس دافيلا، وفرانسيسكو هرنانديز دي كوردوبا (يجب عدم الخلط بينه وبين الغازي الذي يحمل نفس الاسم المتضمن في الغزو الإسباني ليوكاتان).